# Franpipe
Franpipe — офшорний трубопровід, що забезпечує доставку природного газу з родовищ Норвегії до французької газотранспортної системи.
У 1990-х роках відбулось стрімке зростання видобутку природного газу в норвезькому секторі Північного моря (за період з 1993 по 2001 більш ніж у два рази). Для видачі цієї продукції на експорт невдовзі після спорудження ліній до Бельгії (Zeepipe, 1993 р.) та Німеччини (Europipe I, 1995 р.) створили шлях поставок до Франції. В 1995 році був укладений контракт із компанією McDermott-ETPM на прокладання газопроводу NorFra (початкова назва, змінена у 1999-му на Franpipe), а через три роки об'єкт ввели в експлуатацію.
Franpipe розпочинається від платформи Draupner E, а завершується у  Port Ouest біля Дюнкерку. Можна відмітити, що Draupner E також є вихідною точкою для газопроводу у Німеччину Europipe I, а ресурс для поставок вона, зокрема, отримує через систему Statpipe та лінію Zeepipe IIB.
Довжина Franpipe 840 км, діаметр 1050 мм, річна потужність до 20 млрд м³.
Спорудження основної частини газопроводу здійснили трубоукладальні судна "E.T.P.M. 1601" та "LB200", тоді як біля Дюнкерку на прибережній ділянці завдовжки 10 кілометрів працювала трубоукладальна баржа "Castoro II" (щоб забезпечити необхідні для неї глибини в умовах наявності кількох банок використали землесосні снаряди "Galilei" та "Amerigo Vespucci" і фрезерний земснаряд "Marco Polo", при цьому вибраний ґрунт вантажили на два невеликі землесосні снаряди "Nina" та "Pinta", які таким чином виконували функцію ґрунтовідвізних шаланд). 
Траншейні роботи загальною довжиною 567 кілометрів провели траншейне судно "Castoro 10" та підводний дистанційно-керований комплекс HAM 950, тоді як спорудження траншеї через зону суднового ходу Westhinder Shipping Channel виконав землесосний снаряд "Gerardus Mercator". Також відомо про залучення до траншейних робіт землесосного снаряду "Geopotes 14". Після укладання труби землесосний снаряд "Cristoforo Colombo" спорудив над нею захисний насип завтовшки не менше ніж один метр.